# Château De Sanctis
Le château De Sanctis est un château situé dans la commune de Roccacasale, province de L'Aquila, dans les Abruzzes.